# Liliana Urbańska
Liliana Urbańska (ur. 14 stycznia 1939 w Bydgoszczy) – polska piosenkarka i flecistka.

## Życiorys
Ukończyła Średnią Szkołę Muzyczną w klasie fletu oraz Wydział Instrumentalny Państwowej Wyższej Szkoły Muzycznej w Warszawie.
Debiutowała w 1964, zostając członkinią zespołu Bossa Nova Combo. Jako flecistka współpracowała też z Krzysztofem Komedą. Śpiewała w zespole Meteory i występowała jako solistka. Na przełomie lat 60. i 70. XX w. związała się z Grupą Organową Krzysztofa Sadowskiego, z którą występowała w wielu krajach. W debiucie na Festiwalu w Opolu w 1969 otrzymała nagrodę za interpretację piosenki „Ballada o violi da gamba”. Występowała na Festiwalu Piosenki Radzieckiej w Zielonej Górze.
Wraz z Krzysztofem Sadowskim stworzyli Fundację Wspierającą Dzieci Uzdolnione Muzycznie „Tęcza”. Założyli również dziecięcy zespół muzyczny o tej nazwie, a także stworzyli wiele programów telewizyjnych dla dzieci i młodzieży m.in. Tęczowy Music Box (TVP1) czy Co jest grane? (Polsat).

## Życie prywatne
Żona Krzysztofa Sadowskiego, matka Marii Sadowskiej.

## Odznaczenia
- Srebrny Medal „Zasłużony Kulturze Gloria Artis” (12 grudnia 2024)[4][5]
- Brązowy Medal „Zasłużony Kulturze Gloria Artis” (27 października 2005)[4]